# Drepte
Die Drepte ist ein 37,6 km langer, östlicher und rechter Nebenfluss der Unterweser in den niedersächsischen Landkreisen Osterholz und Cuxhaven.

## Verlauf
Die Drepte entspringt in der Langen Heide, die Quellgebiet zahlreicher Geestbäche im Flusssystem der Weser ist. Ihre im Landkreis Osterholz befindliche Quelle liegt im Forstgebiet Elm zwischen Westerbeck im Ostsüdosten und Lange Heide im Westen, zwei Ortsteilen von Osterholz-Scharmbeck.
Die Drepte fließt anfangs zwischen Garlstedt im Westen, wo sie die Brockmannsmühle antrieb, sowie Hülseberg und Ohlenstedt-Büttel jeweils im Osten hindurch; alle drei sind ebenfalls Ortsteile von Osterholz-Scharmbeck.
Dann erreicht sie den Landkreis Cuxhaven, in dem sie erst das westliche Heine und dann Wulsbüttel im Osten passiert. Hiernach durchfließt sie den Ortskern von Hagen im Bremischen und verläuft vorbei am westlich des Flusses liegenden Hagener Ortsteil Driftsethe; danach unterquert sie die Bundesautobahn 27.
Sie mündet wenige Meter nördlich der Gemeindegrenze von Hagen und Loxstedt direkt nördlich des zu Hagen gehörenden Hofs Dreptersiel in die Weser. Etwa 2,5 km weseraufwärts liegt der Hagener Ortsteil Rechtenfleth, 1,8 km weserabwärts mündet die Lune in den Storm, und 7,5 km nördlich der Dreptemündung liegt die Stadtgrenze von Bremerhaven.

## Einzugsgebiet, Länge und Hydrologie
Das Einzugsgebiet der Drepte ist 100,96 km² groß. Der Fluss ist von der Quelle bis zur Mündung 37,6 km lang; ab der über den Fluss führenden Straßenbrücke der Landesstraße 135 (einstige B 6) nahe Garlstedt sind es etwa 29,6 km Länge.
Das Wasser der Drepte ist in ihrem Oberlauf in die Güteklasse II (mäßig belastet) eingeordnet und ab Driftsethe bis zur Mündung in die Güteklasse II–III (kritisch belastet).

## Schutzstatus
Die Drepte liegt etwa ab Wulsbüttel bis zum Dreptersiel im FFH-Gebiet „Teichfledermausgewässer im Raum Bremerhaven/Bremen“, das hier gleichzeitig als Naturschutzgebiet „Teichfledermausgewässer“ ausgewiesen ist.

## Galerie

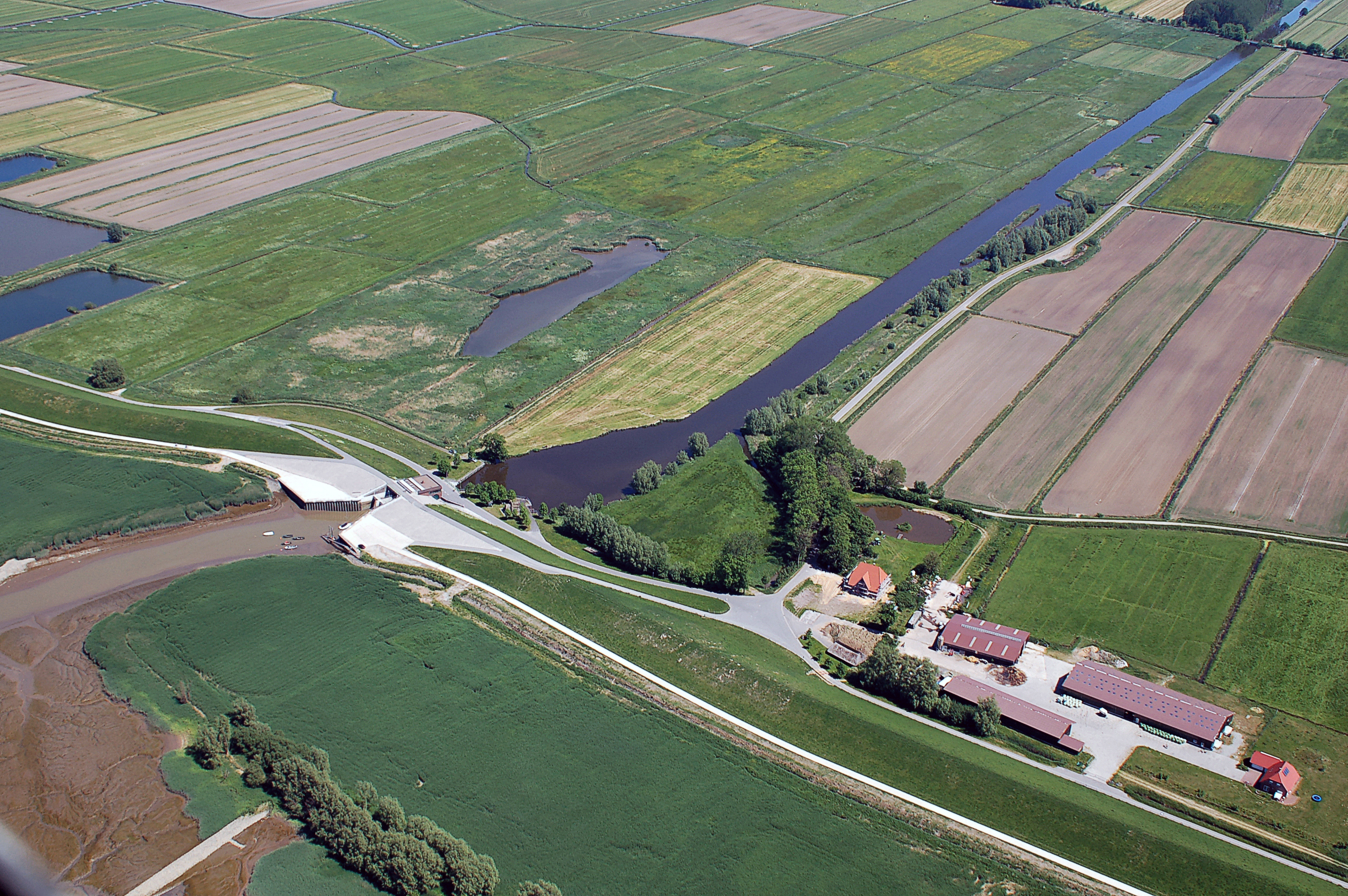
Hagener Hof Dreptersiel
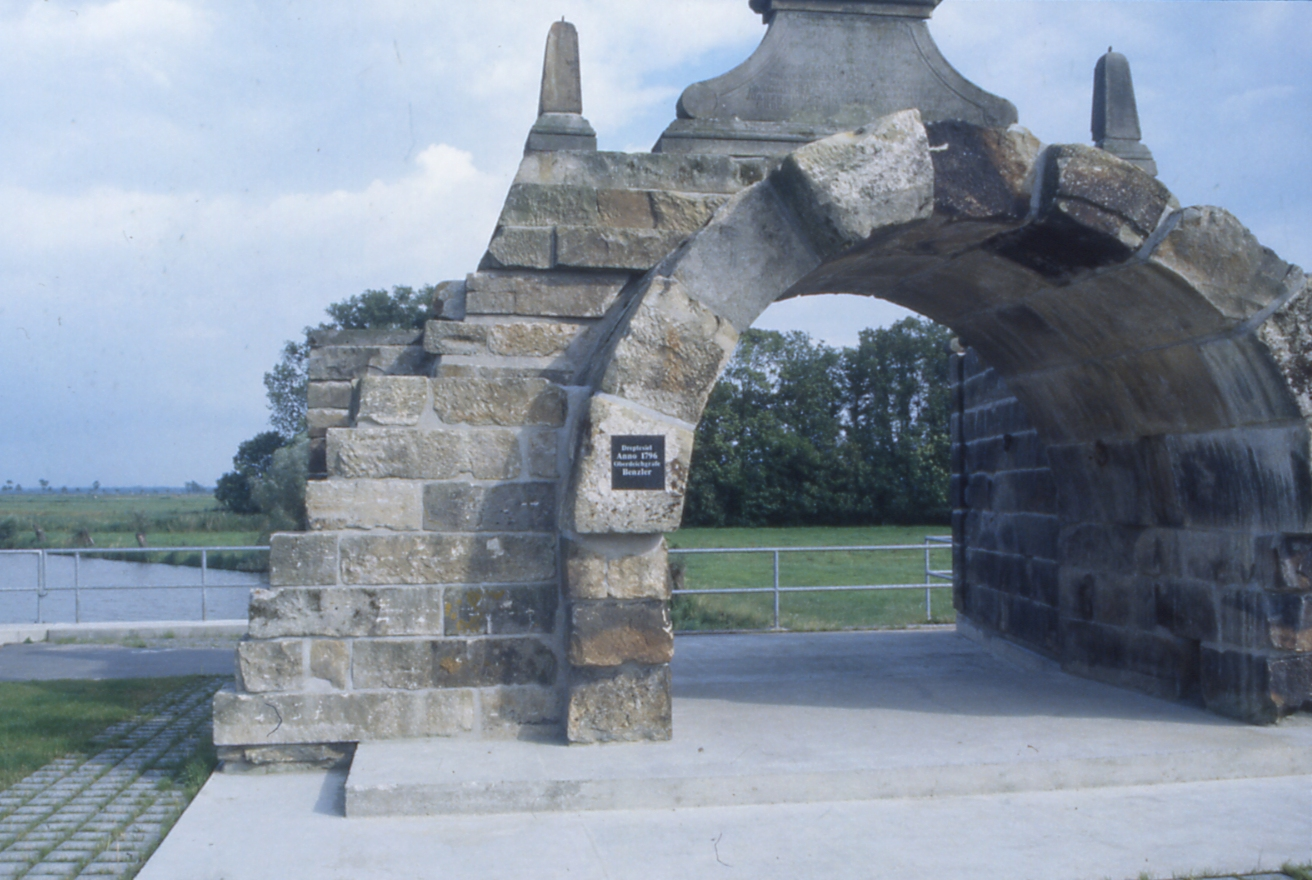
Tor des alten Dreptesiels; 1796 errichtet, Steine später im Deich verfüllt, Wiederaufbau 1998
Dreptequelle (♁53° 15′ 2″ N, 8° 44′ 31″ O, Mai 2022)